# Duce
A Duce egy olasz cím, amely a latin dux („vezér") szóból származik. A Nemzeti Fasiszta Párt vezetőjét, Benito Mussolinit a fasiszták Il Duce-nak ("A vezér") szólították a mozgalom 1919-es kezdete óta. 1925-ben címe Sua Eccellenza Benito Mussolini, Capo del Governo, Duce del Fascismo e Fondatore dell'Impero ("Ő excellenciája Benito Mussolini, a kormány feje, a fasizmus vezetője és a Birodalom alapítója")-re változott, mely diktatórikus pozíciójára utalt. Mussolini ezt a címet a Minisztertanács elnöke címmel együtt viselte: ez feljogosította őt arra, hogy Olaszország királya nevében kormányozza Olaszországot. A Birodalom alapítója címet kizárólag Mussolini használhatta annak elismeréseként, hogy 1936-ban a király nevében megalapította az Olasz Birodalom hivatalos jogi államát, miután Olaszország győzelmet aratott a második olasz-etióp háborúban. Ezt a pozíciót Mussolini töltötte be egészen 1943-ig, amikor a király elmozdította hivatalából, és felszámolták a "Duce" pozíciót, míg Pietro Badoglio marsalt Presidente del Consiglio-nak nevezték ki.
A cím megegyezett Adolf Hitler Führer titulusával.

## A cím története
A címet a hagyományos nemesi értelmén kívül használták néhány Giuseppe Garibaldit dicsérő cikkben az 1860-as olasz egyesítés során, bár maga Garibaldi nem vette fel hivatalosan.
A Duce Supremo ("legfőbb vezér") címet formálisan III. Viktor Emánuel használta az első világháború alatt mint az ország államfője, uralkodója és a fegyveres erők főparancsnoka. A címet Gabriele D’Annunzio is használta mint a Carnarói Olasz Kormányzóság diktátora 1920-ban. A cím leghíresebb viselője azonban az olasz fasiszta vezető, Benito Mussolini volt.

## Utódlás
Mussolini szándéka volt, hogy a Fasiszta Nagytanács az általa kijelölt három emberből álló listáról választja ki az utódját, akinek a nevét majd benyújtja jóváhagyásra a királynak. 1940-től vejét, Galeazzo Cianót készíthette fel a szerepre, azonban kérését elutasították, a cím kivégzése után megszűnt.

## A cím birtokosa
| Duce                 | Duce                         | Hivatal kezdete   | Hivatal vége      | Párt | Párt |
| -------------------- | ---------------------------- | ----------------- | ----------------- | ---- | ---- |
|                      | Benito Mussolini (1883–1945) | 1919. március 23. | 1921. november 9. | FIC  |      |
| 1921. november 9.    | Benito Mussolini (1883–1945) | 1943. július 25.  | PNF               |      |      |
| 1943. szeptember 23. | Benito Mussolini (1883–1945) | 1945. április 28. | PFR               |      |      |

## Fordítás
Ez a szócikk részben vagy egészben  a   Duce című angol Wikipédia-szócikk fordításán alapul.  Az eredeti cikk szerkesztőit annak laptörténete sorolja fel. Ez a jelzés csupán a megfogalmazás eredetét és a szerzői jogokat jelzi, nem szolgál a cikkben szereplő információk forrásmegjelöléseként.